# Live in Concert (album, Lou Reed)
Live in Concert je koncertní album amerického rockového kytaristy a zpěváka Lou Reeda, vydané v roce 1996. Jedná se o znovuvydání alba Live in Italy z roku 1984.

## Seznam skladeb
1. „Sweet Jane“ (4'06)
2. „I'm Waiting for the Man“ (3'49)
3. „Martial Law“ (4'09)
4. „Satellite of Love“ (6'40)
5. „Kill Your Sons“ (5'45)
6. „Betrayed“ (3'01)
7. „Sally Can’t Dance“ (3'32)
8. „Waves of Fear“ (3'18)
9. „Average Guy“ (2'43)
10. „White Light/White Heat“ (3'22)
11. „Medley: Some Kinda Love/Sister Ray“ (15'27)
12. „Walk on the Wild Side“ (4'28)
13. „Heroin“ (8'35)
14. „Rock & Roll“ (5'58)